# Moira River
Moira River är ett vattendrag i Kanada.   Det ligger i provinsen Ontario, i den sydöstra delen av landet, 190 km sydväst om huvudstaden Ottawa.
Runt Moira River är det i huvudsak tätbebyggt. Runt Moira River är det tätbefolkat, med 411 invånare per kvadratkilometer.